# Glycera profundi
Glycera profundi är en ringmaskart som beskrevs av Chamberlin 1919. Glycera profundi ingår i släktet Glycera och familjen Glyceridae. Inga underarter finns listade i Catalogue of Life.